# Monique Stevens
Monique Stevens is een personage uit de VTM-televisieserie Familie. Het personage werd gespeeld door Riet Van Gool.

## Overzicht
Monique is de echtgenote van Jan Van den Bossche. Samen hebben ze twee kinderen: Bart en Mieke. Het koppel heeft het aanvankelijk niet al te breed en ligt dan ook vaak in de clinch. Wanneer ze Jan op een slippertje met secretaresse Babette Van Tichelen betrapt, is voor haar de maat vol en laat ze zich scheiden.
Monique begint een relatie met de dubieuze Didier De Kunst, die zich ontwikkelde tot een ware vijand van de Van den Bossches. Als ze te weten komt wat voor verschrikkelijke plannen hij smeedt, verlaat ze hem meteen.
Bij de gemeenteraadsverkiezingen richt Monique haar eigen partij op, VVV. De partij wint 10 zetels en sluit een coalitie met "Onze Stad Nu" met Jan als lijsttrekker. Monique wordt schepen van middenstand en sociale zaken. Ze verving ook even haar partijgenote als vervangend burgemeester.
Uiteindelijk vindt ze het geluk bij Guy Maeterlinck, een rijke hartchirurg. Het koppel ontfermt zich over Mieke, wanneer die met een ernstige tropische ziekte terugkeert uit het buitenland. Door onoplettendheid raakt Monique echter ook besmet. Voor haar loopt het fout af en ze sterft.

## Trivia
- Riet Van Gool moest in 2002 de serie noodgedwongen verlaten door een zwangerschap, die de makers niet in de verhaallijnen wilden verwerken.